# 纳西语组
纳西语组是包含纳西语、纳语和拉热语的汉藏语系小分支。

## 分类
纳西语组语言有：
- 纳西语组
  - 纳西语
  - 摩梭语
  - 拉热语

纳西语组、纳木依语和史兴语属于纳语组。
对它们间相关性的质疑主要是声调形态的不规则：数词-量词短语的声调模式。这些相似性在语音上不透明，不可能是接触而产生。:1–26

## 名称
注意在中国大陆，“纳西”常用于指整个语组，这是和即仁 & 姜竹仪 (1985)分类方案的影响。“纳西”和“纳”都来自他们的外名。“纳语组”和“纳西语组”的概念首先由向柏霖 & Alexis Michaud (2011)提出。:468-498系统发生方面的问题在纳语组的条目处有总结。纳西语组的著作有李子鹤 (2015)。:125–131

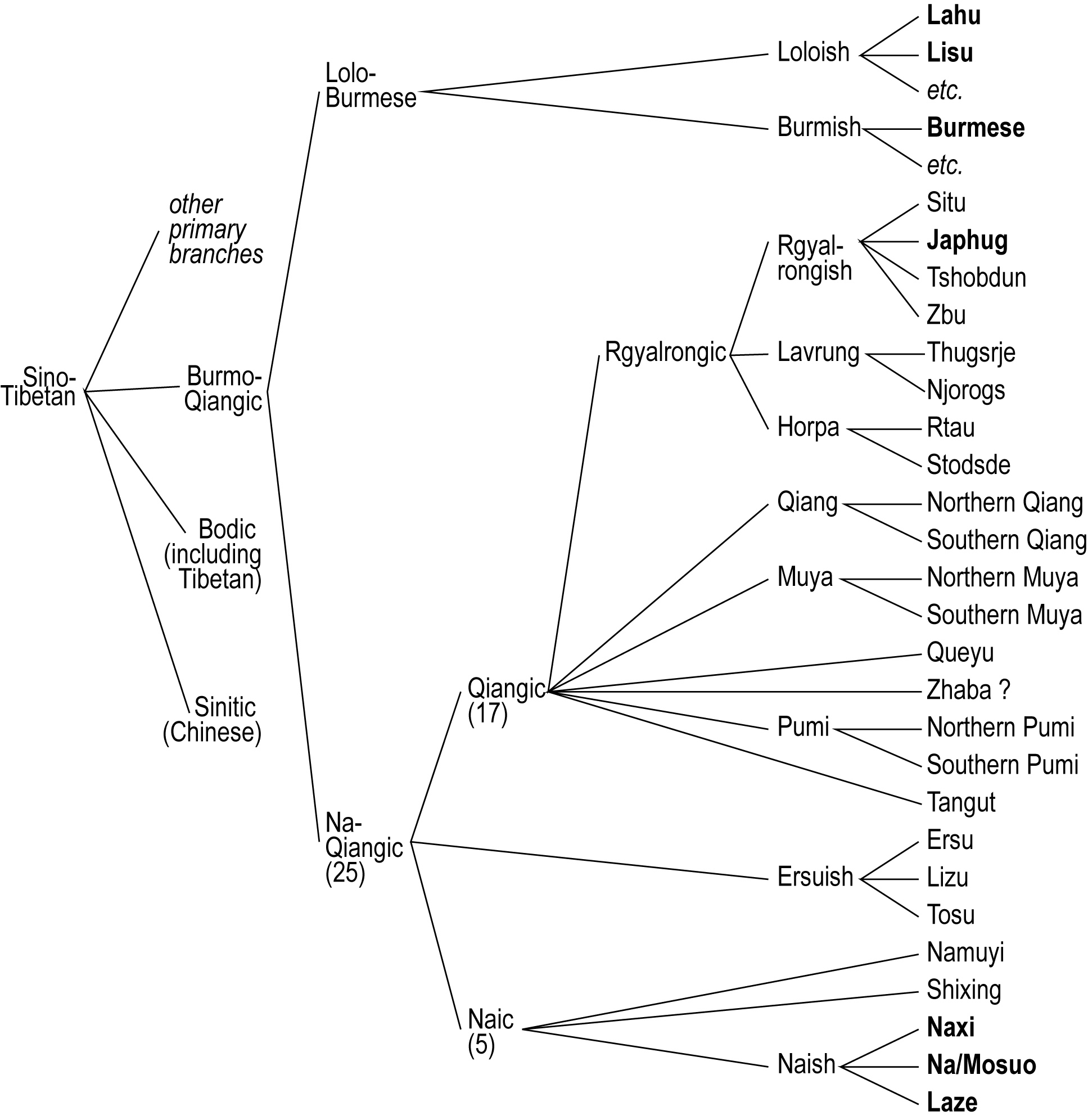
未定的汉藏语系系统发生树，据Jacques & Michaud (2011)

## 词汇创新
Jacques & Michaud (2011)给出下列纳语组词汇创新。
| 词义         | 纳西语  | 纳语    | 拉热语   | 原始纳语    |
| ------------ | ------- | ------- | -------- | ----------- |
| 绊           | pe˧     | khɯ.piM |          | *(S)pa      |
| 云           | ki˩     | tɕi˧    | tɕi˩sɯ˥  | *ki         |
| 村           | hi˧mbe˧ | fv̩.biL  | ɖɯ˧bie˧  | *mba        |
| 白族         | le˧bv̩˧  | ɬi.bv̩M  |          | *Sla        |
| 尊贵         |         | sɯ.phiM | sɯ˩phie˩ | *si pha     |
| 药 (第2音节) | ʈʂhɚ˧ɯ˧ | ʈʂhæ.ɯH | tshɯ˧fi˧ | *rtshi Swri |

## 祖语
原始纳语构拟方案有Jacques & Michaud (2011)。